# Grindwolfspin
De grindwolfspin (Arctosa cinerea) behoort tot de familie van de wolfspinnen (Lycosidae).
Het is een goed gecamoufleerde spin die vooral op het zandgrind bij oevers, rivieren, meren en de zee voorkomt. De vrouwtjes worden 17 mm groot, de mannetjes 14 mm. Het is een van de grootste wolfspinnen van Midden-Europa. Ze lijkt erg op de gewone zandwolfspin.